# Jadwiga Abisiak
Jadwiga Maria Abisiak, primo voto Rutkowska, secundo voto Dobrowolska (ur. 2 lutego 1934 w Guzowie, zm. 19 czerwca 2004 w Warszawie) – polska siatkarka, medalistka olimpijska. Wychowanka trenera Jerzego Szewczyka oraz Zygmunta Krzyżanowskiego.
Absolwentka Akademii Wychowania Fizycznego w Warszawie. Reprezentantka klubów: AZS-AWF Warszawa i Skra Warszawa.
W latach 1953–1964 126 razy wystąpiła w reprezentacji Polski, z którą wywalczyła: brązowy medal igrzysk olimpijskich (Tokio, 1964) i brązowy medal mistrzostw Europy (1955).
Z drużyną klubową 10-krotnie została mistrzynią Polski, 2-krotnie wicemistrzynią i 2-krotnie wywalczyła brązowy medal. W 1961 i 1963 z AZS AWF zajęła 2. miejsce w finale Pucharu Europy Mistrzów Klubowych.